# Піруз (Іран)
Піруз ((перс. پيروز, також романізована назва Pīrūz; також відоме як Фарі або Парі) це село у волості Камазан Воста, району Занд, Мелайер (шахрестан), провінції (остан) Хамадан.

## Населення
За даними перепису 2006 року, його населення становило 1157 жителів, в 310 сім'ях.
Під час Іранської революції, 13 травня 1978 року, біля Піруз стався інцидент, коли армійці зупинили автобус в якому їхали з Малаєра декілька студентів та обстріляли його.
Люди на декількох демонстраціях в провінції Хамадан вимагали покарання солдат, але засуджено було лише одного солдата.

## Відомі люди
- Карім Хан Занд (1705—1779) — правитель Ірану ( шах  де-факто) з 1763 по 1779 рік. Засновник Іранської династії Зандів.